# Eraclea
Eraclea je italské město v oblasti Benátsko v provincii Benátky. Do 4. listopadu 1950 se jmenovalo Grisolera. V letech (697–742) bylo prvním hlavním sídelním městem benátského vévodství.

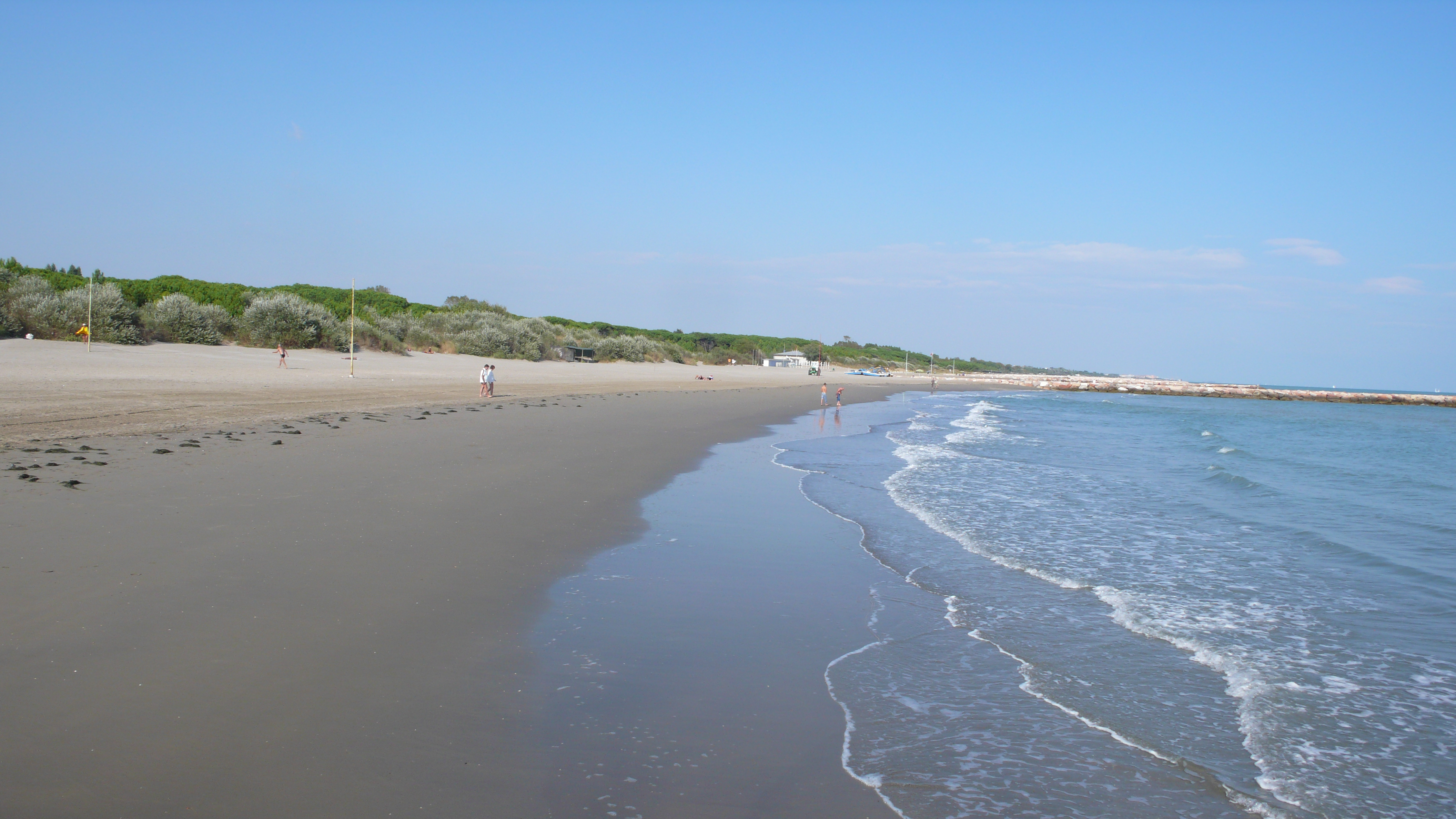
Pláž